# Кројач за жене
„Кројач за жене“ је југословенски филм из 1980. године. Режирао га је Иво Лукас, који је написао и сценарио за филм.

## Улоге
| Глумац           | Улога |
| ---------------- | ----- |
| Боро Стјепановић | Рале  |
| Нада Ђуревска    |       |
| Инес Фанчовић    |       |
| Нада Пани        |       |
| Анте Вицан       |       |